# Limit
Limit is een omgekeerde achtbaan in het Duitse Heide-Park in Soltau. De baan is gebouwd door Vekoma en is een standaardtype-achtbaan, genaamd Suspended Looping Coaster (afgekort SLC). Enkele andere achtbanen van dit veel verkochte en populaire type zijn Vampire in Walibi Belgium, Condor in Walibi Holland en MP Xpress in Movie Park Germany.
De baan is in 1999 geopend. De achtbaan heeft 2 treinen met 10 karretjes, die elk plaats bieden aan 2 personen. Dit komt neer op 20 personen per trein.